# LOVE RAINBOW TRAIN
『LOVE RAINBOW TRAIN』（ラブ・レインボー・トレイン）は、TBSラジオ制作・JRN系列で放送されていたラジオ番組。

## 番組概要
2020年4月4日放送開始。
LGBTやダイバーシティなどのさまざまな社会問題を取り上げ、LGBTコミュニティから生み出される小説や映画、ファッション、音楽を紹介する番組。
初代パーソナリティのMISIAにとって、TBSラジオ初の担当番組であった。担当当時、彼女自身の曲もオンエアされた。
2021年7月24日～8月7日の放送は、『東京2020オリンピックハイライト』を放送したため、5分短縮（20:00 - 20:55）。8月7日の放送は、TBSラジオのみ『東京2020オリンピック 野球決勝実況中継』を放送したため、ネット局のみで放送（裏送り）。
2023年1月21日の放送で番組終了が発表され、翌週28日に終了した。

## 出演者
- ryuchell（2022年1月 - 2023年1月） - パーソナリティ[3]
- ドリアン・ロロブリジーダ（八方不美人） - パートナー（2021年4月 - 2023年1月）

過去の出演者
- MISIA - パーソナリティ（2020年4月 - 2021年12月。2020年11月21・28日、2021年5月1日・8日は欠席）
- バビ江ノビッチ - パートナー（2020年4月 - 2021年3月[4]）
- エスムラルダ、ちあきホイみ[5]（八方不美人） - パートナー（2021年4月 - 12月[注 1]）

## 番組コーナー
- MIX TONIGHT supported by SKYY VODKA
  - 2021年4月開始のコーナー。さまざまなDJ、選曲家がクラブ気分になれる1曲をセレクト[5]。2022年12月でスカイウォッカがスポンサーを降板したため終了。

## ネット局
放送時間は番組終了時点。全局『radiko』（プレミアム含む）で聴取可能だった。
| 放送対象地域   | 放送局名                 | 放送時間               | 放送期間                                      | 備考              |
| -------------- | ------------------------ | ---------------------- | --------------------------------------------- | ----------------- |
| 関東広域圏     | TBSラジオ                | 毎週土曜 20:00 - 20:30 | 2020年4月4日 - 2023年1月28日                  | 番組制作局        |
| 富山県         | 北日本放送（KNB）        | 毎週土曜 20:00 - 20:30 | 2020年4月4日 - 2023年1月28日                  | [ 注 2 ]          |
| 石川県         | 北陸放送（MRO）          | 毎週土曜 20:00 - 20:30 | 2022年4月2日 - 2023年1月28日                  |                   |
| 新潟県         | 新潟放送（BSN）          | 毎週土曜 22:00 - 23:00 | 2020年4月4日 - 2021年3月27日                  |                   |
| 福井県         | 福井放送（FBC）          | 毎週日曜 19:00 - 20:00 | 2020年4月5日 - 2021年3月28日                  |                   |
| 長野県         | 信越放送（SBC）          | 毎週日曜 19:00 - 20:00 | 2020年4月5日 - 2021年3月28日                  |                   |
| 静岡県         | 静岡放送（SBS）          | 毎週日曜 24:00 - 25:00 | 2020年4月5日 - 2021年3月28日                  | [ 6 ]             |
| 鳥取県・島根県 | 山陰放送（BSS）          | 毎週土曜20:00 - 21:00  | 2021年4月3日 - 9月25日                        |                   |
| 山梨県         | 山梨放送（YBS）          | 毎週土曜20:00 - 21:00  | 2020年4月 - 2022年3月26日                     | [ 注 3 ]          |
| 岡山県         | RSK山陽放送（RSKラジオ） | 毎週土曜20:00 - 21:00  | 2020年4月 - 2022年3月26日                     | [ 注 4 ]          |
| 大分県         | 大分放送（OBS）          | 毎週土曜20:00 - 21:00  | 2020年4月 - 2022年3月26日                     |                   |
| 熊本県         | 熊本放送（RKK）          | 毎週土曜20:00 - 21:00  | 2021年4月3日 - 2022年3月26日                  |                   |
| 山形県         | 山形放送（YBC）          | 毎週土曜20:00 - 20:30  | 2021年4月3日 - 9月25日 2022年4月2日 - 9月24日 | [ 注 5 ] [ 注 6 ] |
| 徳島県         | 四国放送（JRT）          | 毎週土曜20:00 - 20:30  | 2022年4月2日 - 9月24日                        | [ 注 6 ]          |